# 1409
Пізнє Середньовіччя •  Відродження •  Реконкіста •  Ганза •  Столітня війна •  Велика схизма

## Геополітична ситуація
В османській державі триває період безвладдя і боротьби за престол між синами султана Баязида I Блискавичного. Імператором Візантії є Мануїл II Палеолог (до 1425), а королем Німеччини Рупрехт з родини Віттельсбахів. У Франції править Карл VI Божевільний (до 1422).
Апеннінський півострів розділений: північ належить Священній Римській імперії, середню частину займає Папська область, південь належить Неаполітанському королівству. Деякі міста півночі: Венеція, Флоренція, Генуя тощо, мають статус міст-республік.
Майже весь Піренейський півострів займають християнські Кастилія і Леон, де править Хуан II (до 1454), Арагонське королівство, де править Мартін I Арагонський (до 1410), та Португалія, де королює Жуан I Великий (до 1433). Під владою маврів залишилися тільки землі на самому півдні.
Генріх IV є королем Англії (до 1413). У Кальмарській унії (Норвегії, Данії та Швеції) владу утримує Маргарита I Данська, офіційним королем є Ерік Померанський. В Угорщині править Сигізмунд I Люксембург (до 1437). Королем польсько-литовської держави є Владислав II Ягайло (до 1434). У Великому князівстві Литовському княжить Вітовт.
Частина руських земель перебуває під владою Золотої Орди. Галичина входить до складу Польщі. Волинь належить Великому князівству Литовському. У Києві княжить Андрій Іванович Гольшанський (до 1410). Московське князівство очолює Василь I.
Монгольська імперія займає більшу частину Азії, але вона розділена на окремі улуси. На заході євразійських степів править Золота Орда.
У Єгипті панують мамлюки, а Мариніди — у Магрибі. У Китаї править династії Мін. Значними державами Індостану є Делійський султанат, Бахмані, Віджаянагара. В Японії триває період Муроматі.
Цивілізація майя переживає посткласичний період. У долині Мехіко склалася цивілізація ацтеків. Почала зароджуватися цивілізація інків.

## Події
- Фотій, призначений константинопольським патріархом, митрополитом Київським, прибув у Київ.
- Почалася війна між Тевтонським орденом та польсько-литовською державою, яка отримала назву Великої війни.
- Король Богемії Вацлав IV проголосив у Кутній Горі декрет на користь чехів у їхньому протистоянні з німцями. Ян Гус незабаром став ректором Карлового університету.
- Німецькі викладачі та студенти, які втекли з Праги, заснували Лейпцизький університет.
- Відбувся церковний собор у Пізі, який пізніше католицька церква не визнала. Собор став перед собою мету подолати Західну схизму, однак зумів лише обрати третього папу Олександра V на додачу до Бенедикта XIII та Григорія XII.
- Сили, вірні Олександру V, витіснили з Рима війська короля Неаполя Владислава.
- Венеція купила в Угорщини Задар.
- Король Арагону Мартін I став також королем Сицилії після смерті свого сина Мартіна Молодшого.
- У Генуї спалахнув бунт проти правління французів.
- Володарем Самарканда став онук Тимура Улугбек.
- Китайський мореплавець Чжен Хе повалив правителя Шрі-Ланки.

## Народились
- Богдан II — молдавський господар.
- Карл VIII Кнутсон — король Швеції.